# 아이다 마이
아이다 마이(일본어: 藍田 舞, 1988년 12월 16일~)는 일본의 여성 아이돌이다.